# Yaltah Menuhin
Yaltah Menuhin (San Francisco, 7 ottobre 1921 – Londra, 9 giugno 2001) è stata una pianista statunitense, di origine russo-ebraica.

## Biografia
Yaltah nacque da genitori di origine russo-ebraica ultima figlia di tre straordinari fratelli, dei veri e propri fenomeni musicali. I suoi fratelli erano Yehudi e Hephzibah Menuhin. Tramite il padre Moshe Menuhin, un ex studente rabbinico e scrittore anti-sionista, Menuhin discendeva da un'importante dinastia rabbinica. Yaltah prese il nome dalla città natale della madre, Marutha, nativa di Jalta in Crimea. All'età di tre anni, ella venne invischiata in un regime imposto agli altri suoi fratelli maggiori: la famiglia affidò l'educazione dei figli a dei tutori e Yaltah ebbe la sua prima lezione di pianoforte dalla moglie del maestro di armonia e contrappunto dei fratelli maggiori.
Venne portata a Parigi, all'età di quattro anni, quando Yehudi e Hephzibah andarono a studiare lì. Marcel Ciampi, ingaggiato per insegnare a Hephzibah, rifiutò inizialmente di insegnare a Yaltah adducendo a motivazione la tenera età della bambina, ma rimase molto impressionato quando Yaltah, di sua iniziativa, suonò Kinderszenen di  Schumann. Allora egli non poté fare a meno di dire  ...l'utero della signora Menuhin è una vera serra" ed accettò di darle lezioni. Il farle prendere lezioni di pianoforte non voleva dire che i suoi genitori la considerassero - o Hephzibah - capace di intraprendere la carriera di concertista: in particolare, sua madre era molto contraria all'idea che la figlia volesse seguire le orme del fratello Yehudi. Oltre che con Ciampi, studiò con Rudolf Serkin a Basilea, Armando Silvestri a Roma e Carl Friedberg a New York.
Uno dei suoi primi concerti fu quello con  Pierre Monteux e la San Francisco Symphony Orchestra, nell'esecuzione del Concerto dell'Imperatore di Beethoven. Nel corso degli anni Yaltah interpretò un vasto repertorio. Ella assunse grande importanza nella carriera di tanti giovani compositori, particolarmente nel periodo in cui risiedette a Los Angeles nel corso degli anni cinquanta. Ella amò molto la musica da camera e suonò l'intera letteratura pianistica con violino, viola e violoncello, oltre che oper per gruppi strumentali più ampi. Yaltah eseguì molte prime esecuzioni di opere di giovani compositori come Erich Zeisl, George Antheil, Ernst Křenek, Frank Martin, Louis Gruenberg, Mario Castelnuovo-Tedesco e Walter Piston. Ella eseguì incisioni discografiche per Everest, EMI, Deutsche Grammophon Gesellschaft, SPA, Music Library e EMI-World Record Club.
Compì tournée dall'Alaska alla Nuova Zelanda, dal Texas alla Svizzera visitando un'infinità di paesi. Suonò in duo con i violoncellisti Gabor Rejto, George Neikrug, Guy Fallot e Felix Schmidt, con il violinista Israel Baker, con i violisti Michael Mann e Paul Doktor e con Joel Ryce in duo pianistico con il quale apparve molto spesso nei concerti, nei doppi concerti, ed in televisione, specialmente a Parigi, Londra e New York. Il duo Menuhin-Ryce vinse l'Harriet Cohen International Music Award nel 1962, con un programma dedicato a Schubert per pezzi a quattro mani. Nel 1966, eseguirono il Doppio concerto per pianoforte di Mozart sotto la direzione di Yehudi Menuhin a Gstaad ed in altre sale in Europa. Nel 1967, Yaltah e Joel registrarono l'intero repertorio di Mozart, negli Stati Uniti per la Everest Records; la prima volta per uno stesso gruppo di artisti.
Yaltah suonò regolarmente sia da solista sia in duo ed in altre formazioni allargate. Nel 1951 debuttò a New York con il violinista Israel Baker. Suonò anche con il violista Michael Mann, figlio dello scrittore Thomas Mann. Poco prima della seconda guerra mondiale venne ingaggiata dalla Juilliard School of Music di New York dove assunse l'identità di "Kate Davis". Nessuno la riconobbe fino a quando ella provò il suo talento e gli furono affidati altri studenti.
Lei e Joel Ryce furono solisti ne Il carnevale degli animali di Saint-Saëns per la BBC, e del Triple Piano Concerto di Mozart per il cinquantesimo compleanno di Yaltah alla Royal Festival Hall di Londra. Registrò, con gli altri musicisti della famiglia Menuhin, il Triplo concertio di Mozart (Yaltah, Hephzibah and Jeremy al pianoforte, con Yehudi direttore) ed i duetti a quattro mani di Mozart con Joel.
La sua grande facilità linguistica le permise di scrivere un poema al giorno in sei lingue diverse. Nel 1939 fece pubblicare privatamente un'antologia di sue poesie intitolata Malgré L'Espace. Il manoscritto è oggi detenuto dall'Harry Ransom Humanities Research Center dell'Università del Texas.
Yaltah visse sotto l'ombra dei suoi fratelli più celebri; nonostante il fatto che molti, Yehudi incluso, la considerassero la più talentuosa dei tre fratelli Menuhin, non riuscì mai ad eguagliare la fama dei suoi fratelli. Questo non le procurò amarezza; lei adorò completamente ed inequivocabilmente i suoi fratelli, e rimase affezionata e - addirittura con un leggero timore riverenziale nei loro confronti - per tutta la vita.
Come suo fratello e sua sorella, Yaltah possedette in sommo grado l'arte di mettere a proprio agio le persone che incontrò nella sua vita. Ella fu circondata, in ogni momento della sua vita da giovani e vecchi e la sua casa fu sempre un porto di mare per tutti. Un giorno Yehudi disse: "Yaltah è un angelo che amministra e distribuisce rimedi e conforto a tutti coloro che bussano alla sua porta, mietendo ricompense in gentilezza e gratitudine che la vita le ha negato altrimenti".
Yaltah morì nella sua casa a Londra il 9 giugno 2001, alcuni giorni dopo aver dato il suo ultimo concerto alla Orwell Park School nel Suffolk, della quale era presidente onoraria.
Un fondo benefico intestato al nome di Yaltah è mantenuto da Iain e Charlotte Phillips. Con sede ad Amsterdam, nei Paesi Bassi, ha l'obiettivo primario di aiutare lo sviluppo del talento dei giovani pianisti che hanno già dato prova della loro abilità musicale, con premi e borse di studio. Il pianista francese, Cécile Ousset è attualmente il presidente onorario dello Yaltah Menuhin Commemorative Fund.